# Central Tejo (funcionamento)
O funcionamento básico de uma central termoeléctrica é bastante simples: queimar combustível para libertar calor promovendo a passagem da água do estado líquido a vapor, este último, com a função de movimentar uma turbina accionando a máquina geradora de energia eléctrica.
Contudo os aspectos envolventes à produção de energia eléctrica na antiga Central Tejo não eram assim tão simples pois entre outros era necessário um grande e complexo circuito interno de água e ar, bem como, o tratamento de combustíveis fósseis, no caso da antiga Central, maioritariamente o carvão.

## Carvão
Os barcos carregados de carvão proveniente, na sua maioria, da Grã-Bretanha, chegavam pelo rio Tejo e acostavam junto à Central; de seguida, através de umas tábuas estreitas que ligavam os barcos ao cais, os operários descarregavam o carvão dispondo-o em diversas pilhas na Praça do Carvão. Era aqui que começava todo o processo de produção de electricidade na Central Tejo.
O transporte do carvão para o circuito de alimentação das caldeiras era realizado através de vagonetas manobradas manualmente desde as pilhas de carvão até ao crivo e ao triturador. Depois passava por noras elevatórias que o elevavam até aos silos misturadores, os quais armazenavam os diversos tipos de carvão possibilitando uma mistura equilibrada para a boa combustão na caldeira.
Já misturados, voltavam a subir por outro sistema de noras elevatórias até ao tapete de distribuição do carvão, situado no topo do edifício das caldeiras. Desde este tapete, o carvão caía nos carregadores e daqui era conduzido, através dos tubos de queda, para o tapete rotativo de grelhas, já dentro da caldeira, onde começava pouco a pouco a ser queimado produzindo uma temperatura ambiente, no seu interior, de aproximadamente 1200°C.

## Circuitos da Caldeira
A caldeira é constituída fundamentalmente por 3 circuitos: água – vapor, ar – fumos e cinzas. As funções de cada um deles eram indispensáveis e complementares umas das outras; o circuito de água – vapor tinha por função transformar a água líquida em vapor: o circuito de ar – fumos era de grande importância já que, o melhor ou pior aproveitamento do circuito, reflectia-se na variação do rendimento da caldeira; e finalmente o circuito de cinzas no qual se recolhia carvão por queimar e as cinzas resultantes da combustão na caldeira.
A água necessária para a produção de vapor era tratada e circulava por um circuito fechado, entrando na caldeira pelo economizador situado na parte posterior e, daqui, passava ao barrilete situado sobre a caldeira, o qual funcionava como um depósito de água e vapor fazendo de ligação entre os dois circuitos. Desde o barrilete, a água descia pelas chamadas paredes de Bailey, isto é, pelas paredes situadas na parte interna da fornalha da caldeira, desenhadas para manter o calor no seu interior e construídas em ferro fundido com numerosos tubos verticais no seu interior pelos quais circulava a água enquanto vaporizava. Esta mistura de vapor e água subia de novo para o barrilete e o vapor era encaminhado para o sobreaquecedor, um conjunto de tubos situados também no interior da fornalha e que permitia a passagem do vapor húmido a vapor seco obtendo uma grande pressão (38 kg/cm² e 450°C no momento da alta pressão) reunindo assim as condições necessárias para ser conduzido até às turbinas da sala das máquinas.
Tal como a água e vapor, também era necessário ar para a combustão do carvão. A maior parte deste circuito encontrava-se na parte posterior da caldeira; aproveitando a máxima temperatura ambiente do ar que saía no topo, este era recolhido por um ventilador primário que o enviava para o aquecedor e, daqui, para o ventilador secundário que o dirigia para o tapete de grelhas para avivar as chamas. Por outro lado, os fumos provenientes da queima do combustível eram aspirados pelos ventiladores de extracção de fumos que os enviavam para o exterior através das chaminés; mas antes disso, o calor destes fumos era reutilizado para avivar as chamas e o fumo era filtrado de forma a reduzir as emissões.
O último circuito, correspondente às cinzas, está situado debaixo da caldeira. Em cada uma delas existem 3 depósitos em forma piramidal invertida (tremonha) destinados à recuperação do carvão não queimado, semi - queimado e às cinzas do carvão. O depósito situado debaixo dos tubos de queda, ou seja, no princípio do tapete de grelhas, recolhia os pedaços de carvão que caiam para fora do tapete no momento da sua distribuição; o depósito situado no meio, recolhia o carvão semi - queimado que tinha caído do tapete devido às vibrações da caldeira; o carvão recuperado destes depósitos era enviado para a Praça do Carvão, ao princípio do circuito de alimentação das caldeiras, para o reaproveitar. Finalmente, o terceiro depósito, situado no final do tapete de grelhas, recolhia as cinzas do carvão e era constituído por um triturador com injecção de água para refrescar e amolecer as cinzas. Estas, eram transportadas em vagonetes para o exterior e depositadas num silo denominado “skip das cinzas”, situado na Praça de Carvão.

## Tratamento da água
A água conduzida para a caldeira era totalmente pura e circulava num circuito fechado; ao contrário do que se possa deduzir a priori, a central não usava a água do rio Tejo para vaporizá-la mas sim água da rede de consumo urbano (e inclusive dum furo nos próprios terrenos da Central). Primeiramente, era armazenada no castelo da água, um reservatório de grandes dimensões, situado no telhado do edifício das caldeiras de alta pressão e, posteriormente, era tratada na Sala da Água onde se realizavam três funções principais: o já referido tratamento, pré-aquecimento e bombagem da água.
O tratamento era de importância crucial já que, as próprias impurezas da água e o excesso de oxigénio podiam respectivamente perfurar as tubagens/turbinas e oxidar os tubos; acrescido da incrustação e acumulação de pequenas partículas no ferro e no aço, degradando os equipamentos e reduzindo os seus rendimentos. Era por isto que toda a água chegada à Central era analisada em laboratório e depois submetida a um completo tratamento envolvendo, depuração, filtragem, correcção química, etc., antes de entrar no circuito, já sob a forma pura H2O.
Depois deste tratamento, a água tinha de ser pré-aquecida antes de seguir para as caldeiras, aumentando assim o rendimento térmico da combustão. Para o conseguir, dentro das cubas de aquecimento, utilizava-se o vapor recuperado das turbinas, provocando uma troca térmica obtendo-se uma temperatura de 130°C.
Com esta temperatura, faltava apenas colocar a água a uma determinada pressão antes da sua condução para até às caldeiras. O conjunto das bombas da Sala da Água garantia o seu transporte já que dotava a água de uma pressão de 52 kg/cm2, suficiente para vencer a pressão oposta existente nos barriletes das caldeiras.

## Turboalternadores
O vapor produzido nas caldeiras dirigia-se a alta pressão (38 kg/cm²) para os grupos turboalternadores, os quais transformavam a energia térmica do vapor em energia mecânica através da turbina e, esta, em energia eléctrica à saída do alternador.
Os grupos geradores eram formados por uma turbina e por um alternador, daí o nome turboalternador. A turbina dispunha de oito rodas com duas coroas de pás e, as outras sete, apenas uma coroa. O vapor proveniente das caldeiras entrava na caixa de distribuição da turbina através da válvula de admissão. A partir da caixa o vapor, com abertura controlada pelas válvulas das agulhetas, ao passar pelos seus venturis, entrava na primeira roda com caudal suficiente para levar a turbina às 3000 rpm. Nas seguintes rodas, a pressão de vapor diminuía gradualmente até igualar a pressão do condensador embora, a sua velocidade de troca, se mantivesse constante.
Tudo isto fazia girar as rodas da turbina e esta, através de uma engrenagem, fazia rodar o alternador, o qual produzia energia eléctrica para distribuir aos consumidores e para uso dos próprios equipamentos eléctricos da Central. O alternador bobinado em estrela, produzia uma corrente trifásica de 10.500V, com uma frequência de 50 ciclos por segundo (cps). A corrente de excitação do alternador era fornecida pela excitatriz, um gerador de corrente continua acoplado directamente à engrenagem, a qual, em plena carga, tinha uma tensão de 170 Volts CC, com uma intensidade de 340 Amperes.
A energia que produzia cada um dos alternadores, era conduzida até aos barramentos de saída. Cada barramento, ou linha, era destinado à subestação e, dali, fornecia os mais diversos clientes. O primeiro barramento tinha uma potência de 10kV instalada na subestação que alimentava a rede eléctrica de Lisboa e mais dois barramentos, um de 3,3 kV e outro de 30 kV. Destes dois barramentos, o primeiro e mais antigo, além de fornecer energia à rede de consumidores, também alimentava os serviços auxiliares da Central Tejo; do segundo, de 30 kV, partiam dois cabos, um para Marvila continuando para Vila Franca de Xira e, o outro, directamente até à cidade de Santarém, para alimentar a clientela industrial localizada ao longo do Vale do Tejo.

## Condensadores
O vapor, depois de realizar a sua função de movimentar as rodas da turbina, era encaminhado até aos condensadores, onde passava novamente ao estado líquido, podendo essa água voltar a ser utilizada nas caldeiras. O vapor entrava no condensador e por contacto com o sistema tubular do seu interior, cheio de água fria, voltava ao estado líquido. Esta água de refrigeração era captada do rio Tejo através de três condutas de entrada e uma de saída onde, por efeito de sifonagem, se forçava a água a entrar nos canais; a água do rio nunca se misturava com a água pura utilizada nas caldeiras já que, como está referido, no interior dos condensadores, existia um sistema tubular em cujo interior circulava a água do Tejo, enquanto o vapor percorria o espaço livre.
Através desta condensação do vapor, a água resultante era aspirada pelas bombas extractoras e enviada de novo até aos barriletes das caldeiras, passando primeiramente pelos aquecedores de água, tanques e bombas de alimentação e finalmente, pelo economizador. A recuperação do vapor condensado para uma nova utilização como água de alimentação na caldeira, é o encerrar do ciclo água – vapor de uma central termoeléctrica e a Central Tejo, como tal, não era uma excepção.